# Ceroctis wittmeri
Ceroctis wittmeri es una especie de coleóptero de la familia Meloidae.

## Distribución geográfica
Habita en Arabia Saudita.